# Маски-шоу (телесеріал)
Маски-шоу — гумористичний телесеріал, поставлений одеською комік-трупою «Маски» в стилі німого кіно. Автором і художнім керівником проекту є Георгій Делієв.

## Історія
З 5 вересня 1991 року на телеканалі РТР починають виходити в ефір перші випуски програми — це були зйомки вистав і виступів комік-трупи «Маски», нарізки кліпів і скетчів різних років. У 1992 році «Маски-шоу» виходить в ефір у вигляді серіалу, поставленого в стилі німого кіно. Спочатку майже всі серії були присвячені історіям сімейки або окремих її членів.
Заголовна музична тема «Тумба» (як і інші музичні треки 1991-1993 років) була написана одеським композитором Костянтином Пенчковським.
З 15 вересня по 23 грудня 1995 року виходить 17-серійний цикл програм «Кабаре „Маски-Шоу“», в якому, крім учасників комік-трупи, також знімалися зірки пострадянського шоу-бізнесу: Валерій Сюткін, Кабаре-дует «Академія» та інші.
У 1999 році «Маски-шоу» стали виходити на ОРТ, де протрималися до вересня 2000 року. У 2005-2006 роках прем'єри нових серій проходили на каналі ТНТ, після чого «Маски-шоу» остаточно закрили, оскільки канали стали відмовлятися закуповувати програму через невідповідність форматам.
Виробництвом серіалу опікувався продюсерський центр «Московський стиль» Олексія Борисовича Митрофанова, одного з перших російських ТБ-продюсерів, співзасновника премії «ТЕФІ». Внаслідок співзвучності імені та прізвища продюсування часто приписують російському екс-депутату Олексію Валентиновичу Митрофанову, що, однак, спростовували і самі учасники трупи.
У 1999 році комік-трупа «Маски» посварилася з співвласниками компаній, яким належали права на серіал «Маски-шоу» (ТОВ «Творче об'єднання „Маски“, ТОВ «Маски Дистрибьюшн») і заснувала ТОВ «Комік-трупа „Маски“». Програми «Дракула — фатальний трикутник», «Шахерезада — 1002 ніч», «Спокуса доктора Фауста», «Честь Самурая», «Троє в чумі» були зняті без участі Георгія Делієва і до передачі ніякого відношення не мають. У даний момент власником виключних прав на продукцію ТО „Маски“ — комедійний серіал «Маски-шоу» — є ТОВ «Капітан Медіа». Актори не отримують гонорари за покази серіалу.

## Плани на майбутнє
У 2017 році творці програми «Маски-шоу» повідомили, що випустять її своєрідне переосмислення у вигляді VR-серіалу, перші два епізоди будуть розповсюджуватися безкоштовно. Автори відзначають, що на створення цього проекту пішло три роки, а подивитися шоу можна буде у форматі з оглядом 360 градусів.

## Учасники телесеріалу
- Делієв, Георгій Вікторович
- Барський, Борис Володимирович
- Постоленко, Олександр Миколайович
- Комаров, Володимир Валентинович
- Малахов Ігор Борисович
- Волошин, Михайло Григорович
- Сковороднев, Юрій
- Поплавський, Вадим Теодорович
- Бузько, Наталія Євгенівна
- Бледанс, Евеліна Вісвальдовна
- Делієва, Яна Георгіївна
- Зарев, Єгор Сергійович
- Стицковскій, Юрій Альфредович
- Агопьян, Олексій Мигранович
- Гладков Сергій Ігорович
- Набоков, Вадим Васильович
- Іванова Тетяна Володимирівна
- Ємцев, Олег Павлович
- Каспарянц, Альберт Андроникович
- Опалєв, Валентин Олегович
- Гопп, Яків Костянтинович
- Олех, Сергій Георгійович
- Мірзоян, Нерсес
- Самарський Сергій
- Бурін, Денис
- Перфільєва, Олена
- Амінова, Олена Анатоліївна
- Мазур, Євгенія
- Токарчук Ірина Сергіївна
- Савченко Олег Анатолійович

## Список серій

### 1991
- «Маски TV»
- «Маски» в Колумбії»
- «Нон-стоп клоун» (2 серії)

### 1992
- «„Маски“ на свадьбе»
- «„Маски“ на именинах»
- «„Маски“ в опере»
- «„Маски“ на Юморине»
- «„Маски“ в Стране Восходящего Солнца»
- «„Маски“ в Германии»
- «Маски-спорт-шоу» (2 серії)
- «„Маски“ в суде» (2 серії)
- «„Маски“ на секретном объекте»
- «„Маски“ в Колумбии-2»

### 1993
- «Джентльмен и Маски-Шоу»
- «Маски-Превью-Шоу ’93»
- «„Маски“ на киностудии»
- «„Маски“ в Одессе»
- «„Маски“ на ремонте»
- «„Маски“ на пикнике»
- «„Маски“ в армии» (2 серії)
- «„Маски“ в больнице» (2 серії)
- «„Маски“ в опере-2» (2 серії)
- «„Маски“ грабят банк»

### 1994
- «Джентльмен & Маски-Шоу-2»
- «„Маски“ в „России“» (концертна програма в ГЦКЗ «Росія», присвячена 10-річчю комік-трупи «Маски»)

### 1995
- «Кабаре „Маски-Шоу“» (17 серій)

### 1996
- «Пришелец в гостях у „Маски-шоу“»
- «„Маски“ на пароходе»

### 1998
- «„Маски“ в ГАИ»
- «„Маски“ в партизанском отряде» (4 серії)
- «„Маски“ на необитаемом острове» (2 серії)
- «„Маски“ на пожаре»
- «„Маски“ на Диком Востоке» (2 серії)
- «„Маски“ в колхозе» (2 серії)
- «„Маски“ в поезде»
- «Мумия в гостях у „Маски-шоу“»

### 1999
- «„Маски“ в парке»
- «„Маски“ в криминале»
- «„Маски“ в тюрьме» (2 серії)
- «„Маски“ на рыбалке»
- «Суперскетчи-99» (4 серії)

### 2000
- «КОМИКадзы» (2 серії)

### 2002
- «„Маски“ в казино»

### 2003
- «„Маски“ в Израиле»
- «„Маски“ в Кемерово»
- «„Маски“ в шахте»

### 2004
- «„Маски“ на гонках»

### 2005
- «„Маски“ под Новый Год»
- «„Маски“ на киностудии-2»
- «„Маски“ на боях без правил»
- «„Маски“ на митинге»
- «„Маски“ в ресторане»
- «„Маски“ в троллейбусе».
- «„Маски“ в кинотеатре»
- «Маски-суперскетчи-2005»

### 2006
- «Маски на виборах» (6 серій)